# Jonas Gahr Støre
Jonas Gahr Støre (* 25. srpna 1960 Oslo) je norský politik, od října 2021 premiér, od roku 2014 předseda Strany práce. Ve vládě Jense Stoltenberga byl postupně ministrem zahraničních věcí (2005–2012) a ministrem zdravotnictví (2012–2013), od roku 2009 je poslancem norského parlamentu.

## Život a politická kariéra
Narodil se v Oslu do zámožné rodiny námořního dopravce a knihovnice. Absolvoval důstojnický výcvik na Norské námořní akademii, v letech 1981–1985 studoval politologii na francouzské elitní univerzitě Sciences Po.
Původně byl členem pravicové konzervativní strany, v období 1989–1997 byl poradcem a ředitelem úřadu třech premiérů – sloužil pod Janem Pederem Sysem, Gro Harlem Brundtlandovou a Thorbjørnem Jaglandem. V letech 2000 až 2001 byl krátce státním tajemníkem v první vládě Jense Stoltenberga, v letech 2003 až 2005 byl generálním tajemníkem Norského červeného kříže.
Od roku 2009 je poslancem norského parlamentu. Ve druhé Stoltenbergově vládě byl ministrem zahraničí (2005–2012), pak ministrem zdravotnictví a zdravotnických služeb (2012–2013). Od června 2014 je předsedou levicové Strany práce.
Patří k nejbohatším norským politikům; je vlastníkem velké části rodinné investiční společnosti Femstö a jeho jmění se odhaduje na víc než deset milionů dolarů. Je křesťanem a členem státní Norské církve. Mluví plynně francouzsky. Je ženatý se socioložkou Marit Slagsvoldovou, mají tři syny. Oba manželé jsou příznivci waldorfského vzdělávání a všechny jejich děti navštěvovaly osloskou waldorfskou školu Rudolf Steinerskolen i Oslo.